# 現代ウクライナ百科事典
『現代ウクライナ百科事典』（げんだいウクライナひゃっかじてん；Encyclopedia of Modern Ukraine、略称EMU）は、ウクライナ国家公認の複数巻からなる百科事典である。それはウクライナ国立学士院百科事典研究所による学術プロジェクトである。現在、この参考文献は印刷版とオンラインで提供されている
『現代ウクライナ百科事典』は、20世紀初頭から現在までの近代ウクライナにおける、出来事、制度、組織、活動、概念、そして人々についての記述により、ウクライナの包括的イメージを提供している。それはウクライナの生活全般を網羅し、歴史的出来事や人物像について現代の見解を反映している。

## 印刷版
初版は刊行中で、全30巻が計画されている。2022年までに24巻が刊行され、既にウクライナを伝える最も包括的な印刷版百科事典となっている。
刊行された巻は、イヴァン・ジウバ、アルカディイ・ジュコフスキー、オレ・ロマニフ、ミコラ・ジェレズニャクの共同編集である。ボリス・パトンを含む20人以上のウクライナの著名な科学者が協力している。1000人以上の専門家によって執筆され、編集スタッフ（10人の専門家）が編集している。

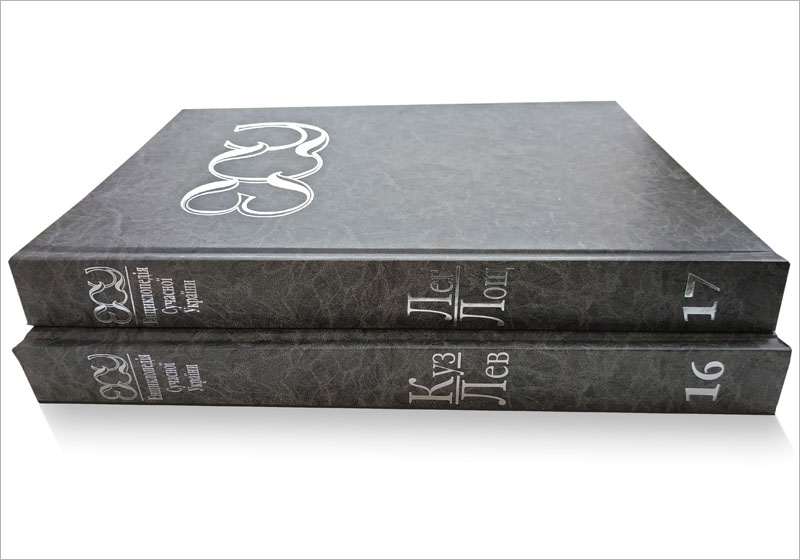
第16巻と第17巻

『現代ウクライナ百科事典』はウクライナの国家コンクール「今年の本」で何度も上位にランクインし、何度も賞をとり、特に2003年には、ウクライナの国家プログラムである「今年の人-2002年」の「今年の文化プロジェクト」部門で優勝した。
これまで、『現代ウクライナ百科事典』は国家による複数巻のウクライナ全般百科事典として計画され、ウクライナ国立学士院とシェフチェンコ科学協会の共同プロジェクトであった。

## オンライン百科事典
「現代ウクライナ百科事典」は2014年10月にオンラインでの公開が始められ、その後も継続している（記事リストは未完成）。オンライン百科事典の内容は無料で利用できる。ウクライナの公開サイトでとても人気があり、月に235,000のユニーク・ビジターがあり、年間では280万以上にのぼる。百科事典ウェブサイトの記事は、トピックごとにタグ付けされている。プロジェクトのオンライン様式は全ての利用者にタイムリーで役立つ情報を提供している。全ての大陸から訪問者があるが、しかしウクライナ国内からが最も多い。